# Миролюбовський сільський округ
Миролю́бовський сільський округ (каз. Миролюбовка ауылдық округі, рос. Миролюбовский сельский округ) — адміністративна одиниця у складі Самарського району Східноказахстанської області Казахстану. Адміністративний центр — село Миролюбовка.
Населення — 759 осіб (2021; 1069 у 2009, 1250 у 1999, 1506 у 1989).
Станом на 1989 рік існувала Миролюбовська сільська рада (села Миролюбовка, Роздольне) колишнього Самарського району Семипалатинської області. Станом на 1999 рік округ був ліквідований, а села входили до складу Палатцинського сільського округу.

## Склад
До складу округу входять такі населені пункти:
| Населений пункт   | Старі назви | Населення, осіб (1989) | Населення, осіб (1999) | Населення, осіб (2009) | Населення, осіб (2021) |
| ----------------- | ----------- | ---------------------- | ---------------------- | ---------------------- | ---------------------- |
| Миролюбовка, село | -           | 930                    | 739                    | 681                    | 550                    |
| Роздольне, село   | -           | 576                    | 511                    | 388                    | 209                    |